# Volta a Espanha de 2013
A 68.ª edição da Vuelta a España, ocorrida entre 24 de agosto e 15 de setembro de 2013,  possuiu 21 etapas. A prova teve início em Vilanova de Arousa, extremo-oeste espanhol com um contrarrelógio por equipes(CRE), e terminou em Madrid. O nipo-americano Christopher Horner, que correu pela equipe luxemburguesa RadioShack-Leopard, foi o vencedor.

## Notícias
- A equipe espanhola Team Europcar, fundada em 1994, anunciou que a 68ª Edição da Vuelta a España será sua última competição. Devido à problemas financeiros, que culminaram na queda de patrocínio, os dirigentes afirmaram que a equipe estará extinta a partir de 2014.[6][7]
- Theo Bos, da holandesa Belkin Pro Cycling, abandonou a Vuelta no sábad o(24), após exames revelarem que ele não possuía boas condições de saúde para encarar a prova.[8]
- Koldo Fernández de Larrea, da americana Garmin-Sharp, abandonou a Vuelta no domingo (25), devido aos ferimentos que sofreu numa queda, durante o contrarelógio de sábado(24).[9]
- O belga Philippe Gilbert, da americana BMC, abandonou a competição na 15.ª etapa, em 08 de Setembro. Alegando conseqüências da etapa anterior, enfrentada com chuva, Gilbert considerou melhor abrir mão do torneio para manter a saúde e preparar-se para o Campeonato Mundial de Estradas da UCI, cuja edição de 2013 ocorrerá em Florença, na Itália. O alemão Tony Martin, da belga Omega Pharma também abandonou a competição na mesma etapa.[10][11][12]

## Equipes
As 19 equipes do UCI World Tour participam automaticamente da prova, e foram unidas por outras 3 equipes Pro Continentais, totalizando 22 equipes.
| - (ALM) Ag2r-La Mondiale - (ARG) Argos-Shimano - (AST) Astana - (BEL) Belkin Pro Cycling - (BMC) BMC Racing Team - (CAN) Garmin-Sharp - (CJR) Caja Rural-Seguros RGA † | - (COF) Cofidis † - (EUS) Euskaltel-Euskadi - (FDJ) FDJ.fr - (GRS) Garmin-Sharp - (KAT) Team Katusha - (LAM) Lampre-Merida - (LTB) Lotto-Belisol - (MOV) Movistar Team | - (OPQ) Omega Pharma-Quick Step - (OGE) Orica-GreenEDGE - (RLT) RadioShack-Leopard - (TNE) Team NetApp-Endura † - (TST) Team Saxo-Tinkoff - (SKY) Team Sky - (VCD) Vacansoleil-DCM |

†: Equipes Pró-Continentais, convidadas.

## Etapas
| Etapa | Data           | Percurso                                      | Distância           | Tipo                  | Tipo       | Vencedor           |          |
| ----- | -------------- | --------------------------------------------- | ------------------- | --------------------- | ---------- | ------------------ | -------- |
| 1     | 24 de Agosto   | Vilanova de Arousa – Sanxenxo                 | 27,0 km (16,8 mi)   | Team Time Trial       | CRE        | Astana             |          |
| 2     | 25 de Agosto   | Pontevedra – Monte da Groba                   | 176,8 km (109,9 mi) |                       | Acidentado | Nicolas Roche      |          |
| 3     | 26 de Agosto   | Vigo – Mirador de Lobeira                     | 172,5 km (107,2 mi) |                       | Plano      | Christopher Horner |          |
| 4     | 27 de Agosto   | Lalín – Finisterra                            | 186,4 km (115,8 mi) |                       | Acidentado | Daniel Moreno      |          |
| 5     | 28 de Agosto   | Sober – Lago de Sanábria                      | 168,4 km (104,6 mi) |                       | Acidentado | Michael Matthews   |          |
| 6     | 29 de Agosto   | Guijuelo – Cáceres                            | 177,3 km (110,2 mi) |                       | Plano      | Michael Mørkøv     |          |
| 7     | 30 de Agosto   | Almendralejo – Mairena del Aljarafe           | 195,5 km (121,5 mi) |                       | Plano      | Zdeněk Štybar      |          |
| 8     | 31 de Agosto   | Jerez de la Frontera – Alto de Peñas Blancas  | 170,0 km (105,6 mi) |                       | Acidentado | Leopold König      |          |
| 9     | 1º de Setembro | Antequera – Valdepeñas de Jaén                | 174,3 km (108,3 mi) |                       | Acidentado | Daniel Moreno      |          |
| 10    | 2 de Setembro  | Torredelcampo – Alto de Haza Llana            | 175,5 km (109,1 mi) |                       | Montanha   | Christopher Horner |          |
|       | 3 de Setembro  | DESCANSO                                      | DESCANSO            | DESCANSO              | DESCANSO   | DESCANSO           | DESCANSO |
| 11    | 4 de Setembro  | Tarazona                                      | 38,0 km (23,6 mi)   | Individual Time Trial | CRI        | Fabian Cancellara  |          |
| 12    | 5 de Setembro  | Maella – Tarragona                            | 157,0 km (97,6 mi)  |                       | Plano      | Philippe Gilbert   |          |
| 13    | 6 de Setembro  | Valls – Castelldefels                         | 165,0 km (102,5 mi) |                       | Acidentado | Warren Barguil     |          |
| 14    | 7 de Setembro  | Bagà – Coll de la Gallina (Andorra)           | 164,0 km (101,9 mi) |                       | Montanha   | Daniele Ratto      |          |
| 15    | 8 de Setembro  | Andorra (Andorra) – Peyragudes (França)       | 232,5 km (144,5 mi) |                       | Montanha   | Alexandre Geniez   |          |
| 16    | 9 de Setembro  | Graus – Formigal                              | 147,7 km (91,8 mi)  |                       | Montanha   | Warren Barguil     |          |
|       | 10 de Setembro | DESCANSO                                      | DESCANSO            | DESCANSO              | DESCANSO   | DESCANSO           | DESCANSO |
| 17    | 11 de Setembro | Calahorra – Burgos                            | 184,5 km (114,6 mi) |                       | Plano      | Bauke Mollema      |          |
| 18    | 12 de Setembro | Burgos – Peña Cabarga                         | 186,0 km (115,6 mi) |                       | Montanha   | Vasil Kiryienka    |          |
| 19    | 13 de Setembro | San Vicente de la Barquera – Alto del Naranco | 177,5 km (110,3 mi) |                       | Acidentado | Joaquim Rodríguez  |          |
| 20    | 14 de Setembro | Avilés – Alto de El Angliru                   | 144,1 km (89,5 mi)  |                       | Montanha   | Kenny Elissonde    |          |
| 21    | 15 de Setembro | Leganés – Madrid                              | 99,1 km (61,6 mi)   |                       | Plano      | Michael Matthews   |          |

## Tabela de Classificação
| Etapa | Vencedor                  | Classificação Geral | Classificação de Pontos | Classificação de Montanha | Classificação combinada | Classificação por Equipes | Prêmio de Combatividade |
| ----- | ------------------------- | ------------------- | ----------------------- | ------------------------- | ----------------------- | ------------------------- | ----------------------- |
| 1     | AST                       | Janez Brajkovič     | --                      | --                        | --                      | Astana                    | Janez Brajkovič         |
| 2     | Nicholas Roche (TST)      | Vincenzo Nibali     | Nicholas Roche          | Nicholas Roche            | Nicholas Roche          | RLT                       | Alex Rasmussen          |
| 3     | Christopher Horner (RLT)  | Christopher Horner  | Nicholas Roche          | Nicholas Roche            | Nicholas Roche          | RLT                       | Pablo Urtasun           |
| 4     | Daniel Moreno (KAT)       | Vincenzo Nibali     | Daniel Moreno           | Nicholas Roche            | Nicholas Roche          | RLT                       | Nicolas Edet            |
| 5     | Michael Matthews (OGE)    | Vincenzo Nibali     | Daniel Moreno           | Nicholas Roche            | Nicholas Roche          | RLT                       | Antonio Piedra          |
| 6     | Michael Mørkøv (TST)      | Vincenzo Nibali     | Michael Matthews        | Nicholas Roche            | Nicholas Roche          | RLT                       | Tony Martin             |
| 7     | Zdeněk Štybar (OPQ)       | Vincenzo Nibali     | Michael Matthews        | Nicholas Roche            | Nicholas Roche          | RLT                       | Javier Aramendia        |
| 8     | Leopold König (TNE)       | Nicholas Roche      | Daniel Moreno           | Nicholas Roche            | Nicholas Roche          | TST                       | Antonio Piedra          |
| 9     | Daniel Moreno (KAT)       | Daniel Moreno       | Daniel Moreno           | Nicholas Roche            | Daniel Moreno           | MOV                       | Javier Aramendia        |
| 10    | Christopher Horner (RLT)  | Christopher Horner  | Daniel Moreno           | Christopher Horner        | Christopher Horner      | TST                       | Juan Antonio Flecha     |
| 11    | Fabian Cancellara (RLT)   | Vincenzo Nibali     | Daniel Moreno           | Christopher Horner        | Nicholas Roche          | AST                       | Fabian Cancellara       |
| 12    | Philippe Gilbert (BMC)    | Vincenzo Nibali     | Daniel Moreno           | Christopher Horner        | Nicholas Roche          | AST                       | Fabricio Ferrari        |
| 13    | Warren Barguil (ARG)      | Vincenzo Nibali     | Daniel Moreno           | Christopher Horner        | Nicholas Roche          | AST                       | Michele Scarponi        |
| 14    | Daniele Ratto (CAN)       | Vincenzo Nibali     | Alejandro Valverde      | Daniele Ratto             | Christopher Horner      | AST                       | Daniele Ratto           |
| 15    | Alexandre Geniez (FDJ.fr) | Vincenzo Nibali     | Alejandro Valverde      | Nicolas Edet              | Christopher Horner      | AST                       | Alexandre Geniez        |
| 16    | Warren Barguil (ARG)      | Vincenzo Nibali     | Alejandro Valverde      | Nicolas Edet              | Christopher Horner      | EUS                       | Juan Antonio Flecha     |
| 17    | Bauke Mollema (BEL)       | Vincenzo Nibali     | Alejandro Valverde      | Nicolas Edet              | Christopher Horner      | EUS                       | Javier Aramendia        |
| 18    | Vasil Kiryienka (SKY)     | Vincenzo Nibali     | Alejandro Valverde      | Nicolas Edet              | Christopher Horner      | EUS                       | Egoi Martínez           |
| 19    | Joaquim Rodríguez (KAT)   | Christopher Horner  | Alejandro Valverde      | Nicolas Edet              | Christopher Horner      | EUS                       | Edvald Boasson Hagen    |
| 20    | Kenny Elissonde (FDJ)     | Christopher Horner  | Alejandro Valverde      | Nicolas Edet              | Christopher Horner      | EUS                       | David Arroyo            |
| 21    | Michael Matthews (OGE)    | Christopher Horner  | Alejandro Valverde      | Nicolas Edet              | Christopher Horner      | EUS                       | Javier Aramendia        |
| Final | Final                     | Christopher Horner  | Alejandro Valverde      | Nicolas Edet              | Christopher Horner      | EUS                       |                         |